# Reece Dinsdale
Reece Dinsdale, född 6 augusti 1959 i Normanton, Wakefield, West Yorkshire, är en brittisk skådespelare.

## Filmografi i urval
- 1983 – Den hemlighetsfulle motståndaren (TV-film)
- 1983–1984 – Agatha Christie's Partners in Crime (TV-serie)
- 1984 – Främmande fågel
- 1985–1990 – Tak över huvet (TV-serie)
- 1985 – Bergerac (TV-serie) (avsnittet "The Tennis Racket")
- 1987 – Sagor för stora barn (TV-serie)
- 1991 – Den unga kejsarinnan (Miniserie)
- 1996 – Thief Takers (TV-serie)
- 1996 – Hamlet
- 2006 – Ett fall för Dalziel & Pascoe (TV-serie)
- 2008 – Midnight man (TV-serie)
- 2008–2010 – Coronation Street (TV-serie)